# Sibyla z Anjou
Sibyla z Anjou (francouzsky Sibylle d'Anjou, 1112/16?–1165 Bethany) byla flanderskou hraběnkou a opakovaně také za manželovy nepřítomnosti regentkou panství.

## Život

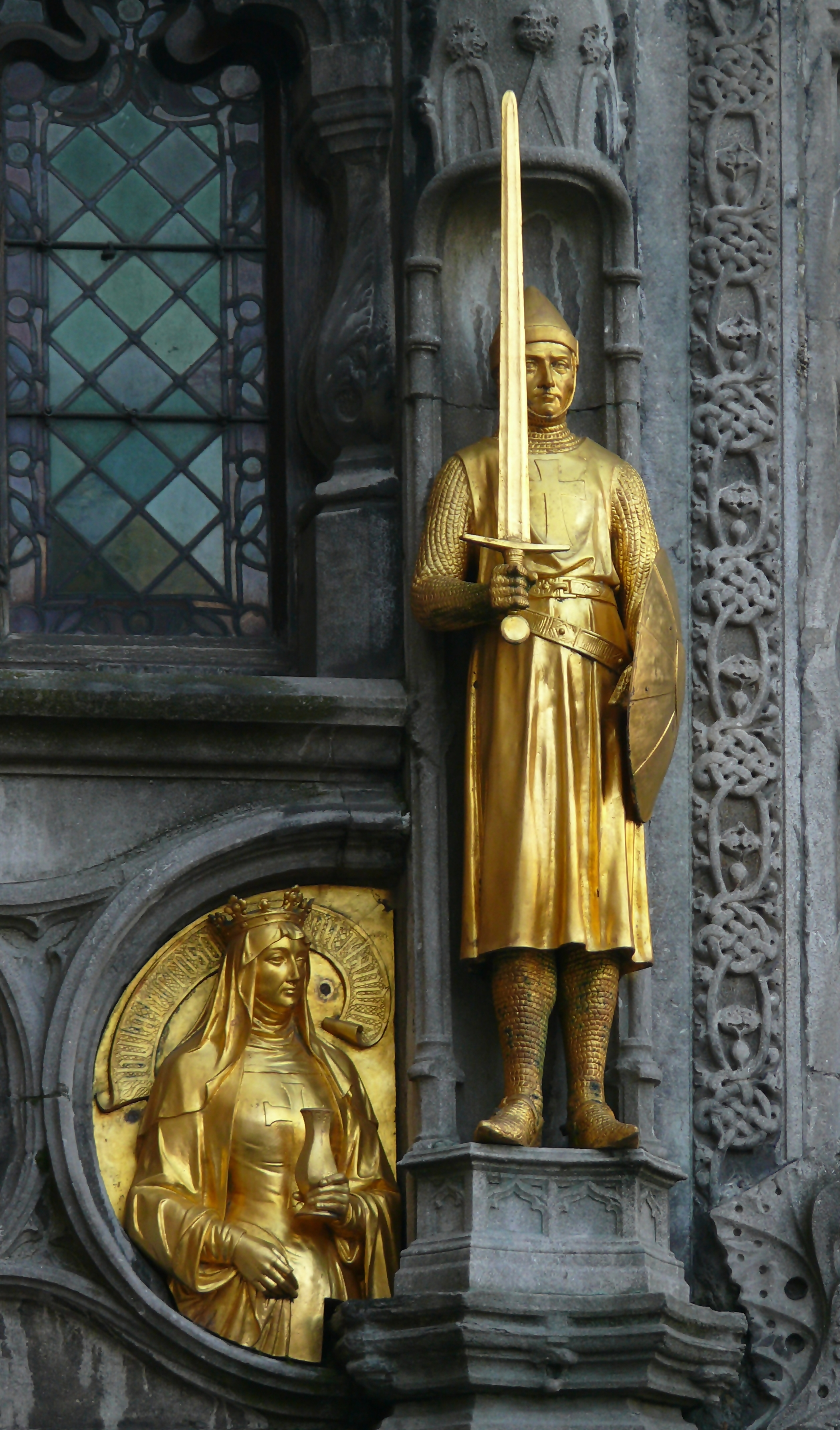
Sibyla s Dětřichem na bazilice v Bruggách

Sibyla se narodila jako dcera Fulka, hraběte z Anjou a Ermengardy, dědičky hraběte z Maine. Roku 1123 ji otec provdal za Viléma Clita a jako věno dostala hrabství Maine. Manželství trvalo krátce, již o rok později bylo papežem na zásah anglického krále Jindřicha I. pro blízké příbuzenství anulováno.
| „                   | ...díky modlitbám, ale také díky těžké sumě zlata, stříbra a jiného koření | “ |
| — Ordericus Vitalis |                                                                            |   |

Hrabě Fulko proti zrušení dceřina manželství protestoval, s králem Jindřichem měl spory ještě kvůli Jindřichem zadržovanému věnu ovdovělé dcery Matyldy a byl proto papežem exkomunikován. Spory s Jindřichem se vyřešily v roce 1128 svatbou mezi Fulkovým synem Geoffroyem a Matyldou, Jindřichovou dcerou a dědičkou Anglie.
Ovdovělý Fulko z Anjou byl zřejmě krátce poté osloven nabídkou na sňatkové spojení s Melisendou, mladičkou dědičkou Jeruzalémského království. Vzdal se tedy hrabství ve prospěch staršího syna a na jaře 1129 se vylodil ve Svaté zemi. Sňatkem se stal spoluvladařem jeruzalémského krále Balduina II. a jeho následníkem. Sibyla otce doprovázela a roku 1134 uzavřela nový sňatek, stala se druhou chotí flanderského hraběte Dětřicha a vrátila se s ním zpět na evropský kontinent.
Sibyla svým příbuzenstvím s anglickým dvorem pozvedla prestiž nové flanderské dynastie a během manželství dala Dětřichovi sedm potomků. Prvorozený syn Balduin zemřel v dětství a ostatní děti hrály významnou roli v rámci lokální sňatkové politiky. Nová hraběnka svého muže významně ovlivňovala ve vztahu k církvi, společně učinili četné církevní donace. Sloužila svému choti jako rádkyně a prostředník při sporech církevních i světských.
Dětřich, křižák a příznivce templářského řádu opakovaně navštěvoval Svatou zemi a Sibyla byla v době jeho nepřítomnosti pověřena správou hrabství. Během Dětřichovy křížové výpravy se pokusil sousední hrabě Balduin Henegavský využít jeho nepřítomnosti, riskoval exkomunikaci útokem na majetek křižáka a začal drancovat Flandry. Sibyla, ač v tu dobu těhotná, byla schopná shromáždit odhodlané muže, vyjít do protiútoku a začít Balduinovi pustošit Henegavsko. Poté oba za zprostředkování remešského arcibiskupa Samsona z Mauvoisin uzavřeli příměří. Dětřich se urychleně vrátil z Konstantinopole a v následné válce byla zdevastována obě hrabství. Roku 1151 muži uzavřeli mírovou smlouvu, která zahrnovala sňatkové plány týkajících se jejich potomstva.
Svého muže Sibyla roku 1157 při jeho třetí pouti doprovázela, po příjezdu do Jeruzaléma se odmítla vrátit zpět do Evropy. Sibylina zbožnost a setrvalý zájem o Svatou zemi se tehdy projevil přáním odejít do ústraní. Stala se jeptiškou v klášteře sv. Lazara v Bethany. Dětřich znechucený sobectvím knížat ve Svaté zemi a opuštěný vlastní ženou se vrátil do Flander. Roku 1164 uskutečnil svou poslední cestu do Svaté země, snad aby se mohl setkat se svou chotí, která po smrti nevlastní matky Melisendy ovlivňovala dění na jeruzalémském dvoře. Sibyla zemřela roku 1165 a Dětřich o tři roky později.